# Otto Lukat
Otto Lukat (* 12. August 1947 in Hamburg) ist ein deutscher Politiker (SPD). Er war von 2001 bis 2014 Bürgermeister der Stadt Uelzen.

## Werdegang
Lukat wuchs in Hamburg-Langenbek auf. Nach dem Abitur im Jahr 1967 am Alexander-von-Humboldt-Gymnasium absolvierte er ein Studium der Rechtswissenschaft an der Universität Hamburg. Dort engagierte er sich im AStA und übernahm im Jahr 1970 den Vorsitz des Studentenparlaments und Ältestenrats. Kurz nach seinem Abschluss 1975 wurde Lukat Dezernent bei der Bezirksregierung Lüneburg und übernimmt dort juristische Tätigkeiten. Ab 1977 arbeitete er in Stade, wo er neben der Ausarbeitung der Krankenhausreform auch die Aufsicht der Deichverbände übernimmt.
Durch einen Sonderauftrag des Landwirtschaftsministeriums arbeitete Lukat im Jahr 1978 eine Kabinettsvorlage für ein neues Landesnaturschutzgesetz aus. Später wurde er Leiter des Dezernates Wirtschaft der Regierungsaußenstelle Stade. 1980 zog Lukat nach Uelzen um und wurde dort Stadtrat. Später war er als stellvertretender Stadtdirektor und Erster Stadtrat tätig, bevor er 2001 zum Bürgermeister der Stadt Uelzen gewählt wurde. Im Jahr 2006 wurde er mit 69,9 Prozent der Stimmen wiedergewählt. Am 25. Mai 2014 wurde Jürgen Markwardt mit einem Stimmanteil von 64,4 Prozent zu Lukats Nachfolger gewählt und übernahm am 1. November 2014 das Amt von ihm.
Lukat ist verheiratet und hat eine Tochter und zwei Söhne.